# TER Auvergne-Rhône-Alpes

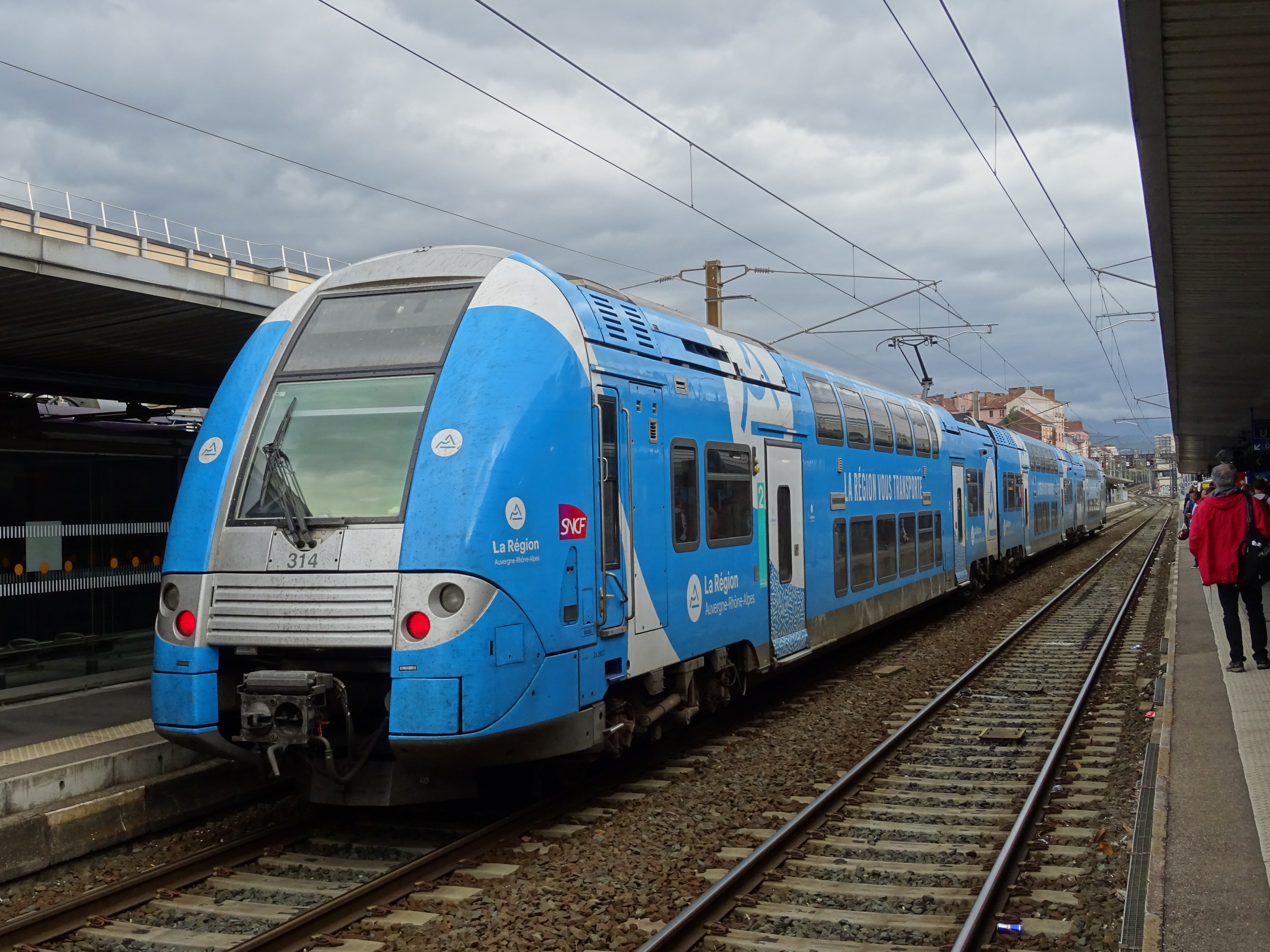
Elektrischer Doppelstockzug des TER Auvergne-Rhône-Alpes (Baureihe Z 24500) im Bahnhof Grenoble

Der TER Auvergne-Rhône-Alpes ist das regionale öffentliche Transportnetz (Transport express régional) in der französischen Verwaltungsregion Auvergne-Rhône-Alpes.
Das neue System des öffentlichen Verkehrs entstand nach der Verwaltungsreform in Frankreich 2015, bei welcher die früheren Regionen Auvergne und Rhône-Alpes zu einer größeren territorialen Einheit verschmolzen wurden. Dabei entstand aus den alten Verkehrssystemen TER Auvergne und TER Rhône-Alpes auf den 1. Januar 2016 die neue Transportorganisation TER Auvergne-Rhône-Alpes.

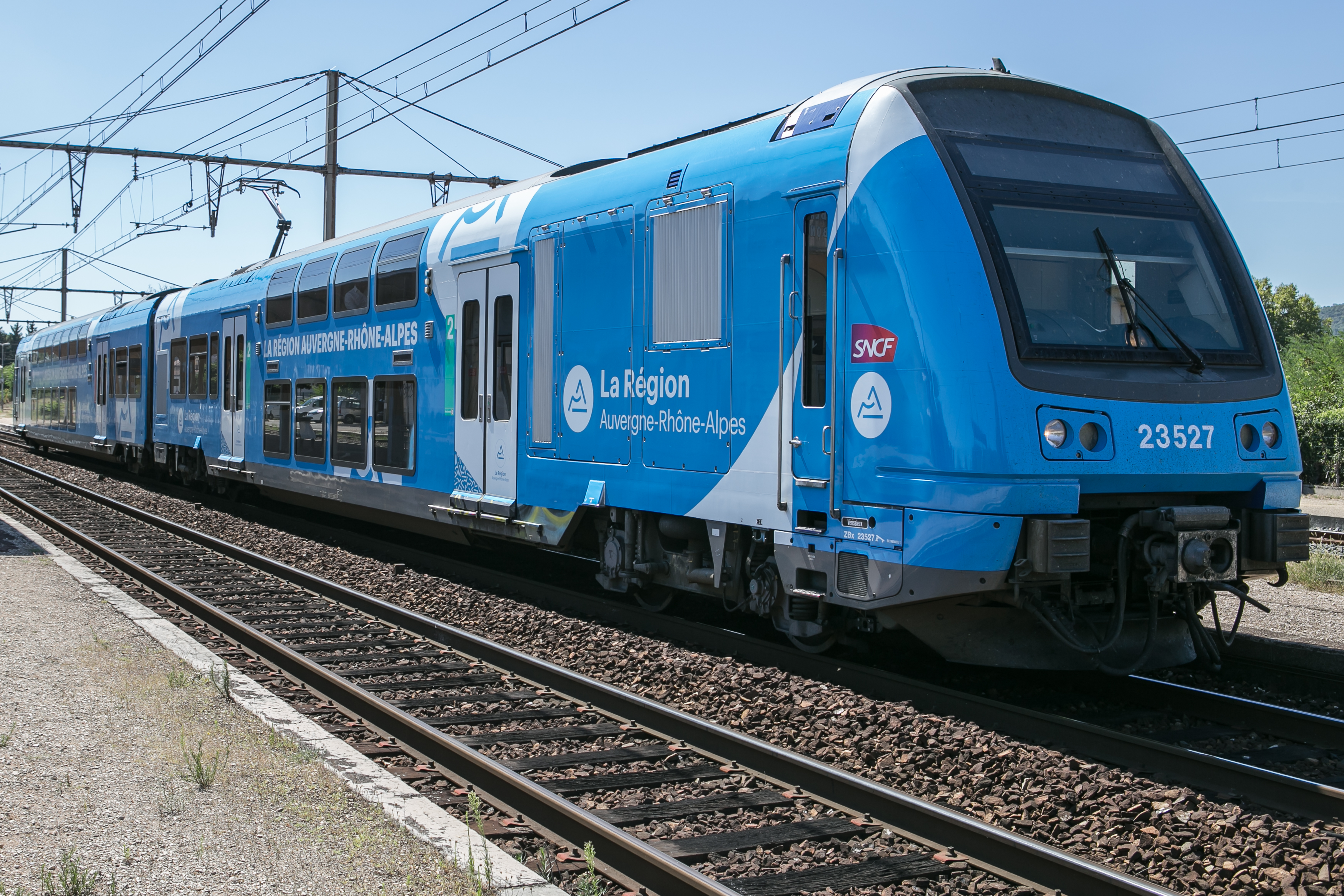
TER 2N (Baureihe Z 23500) in Saint-Rambert-d’Albon

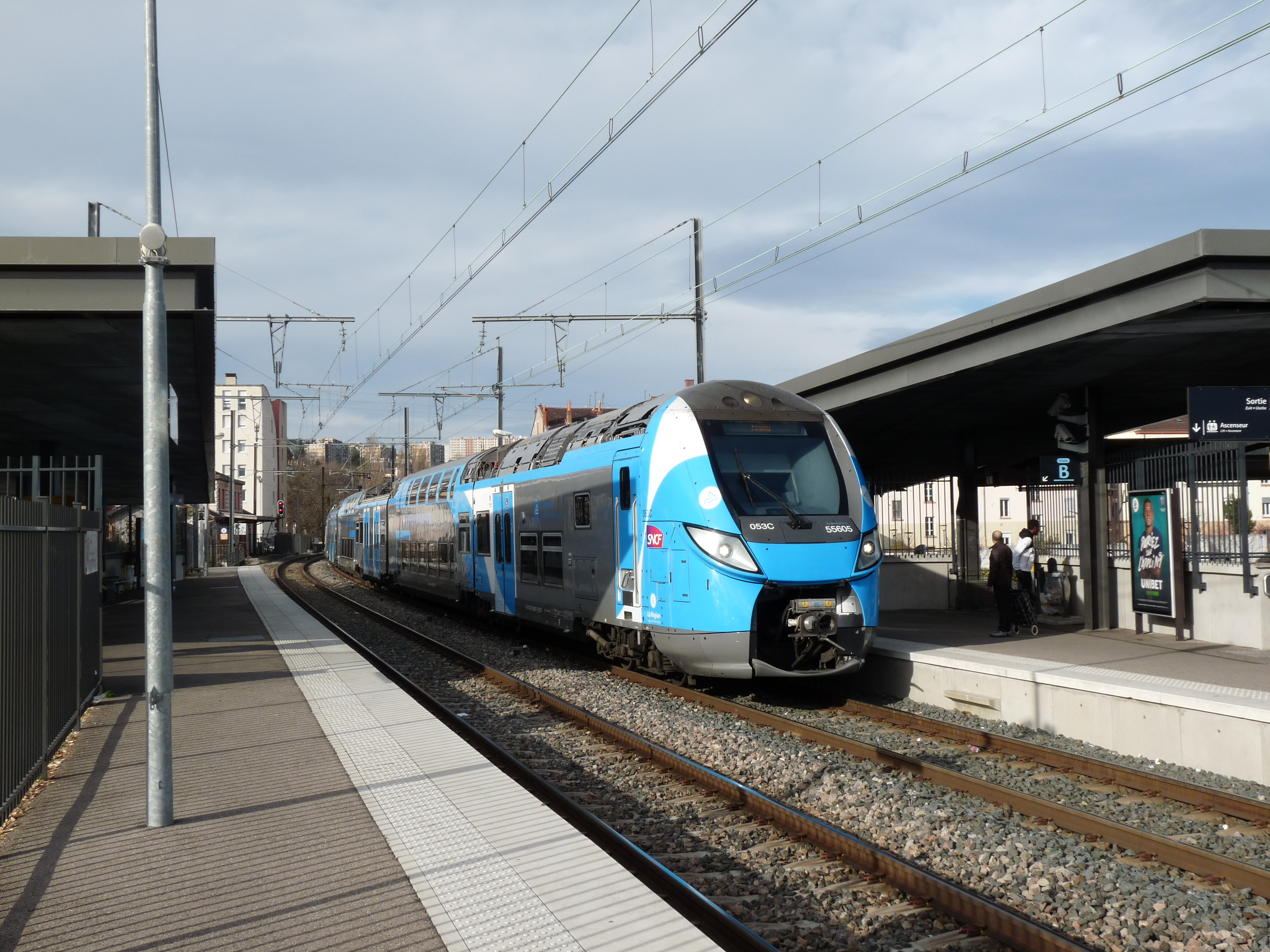
Regio 2N in Oullins

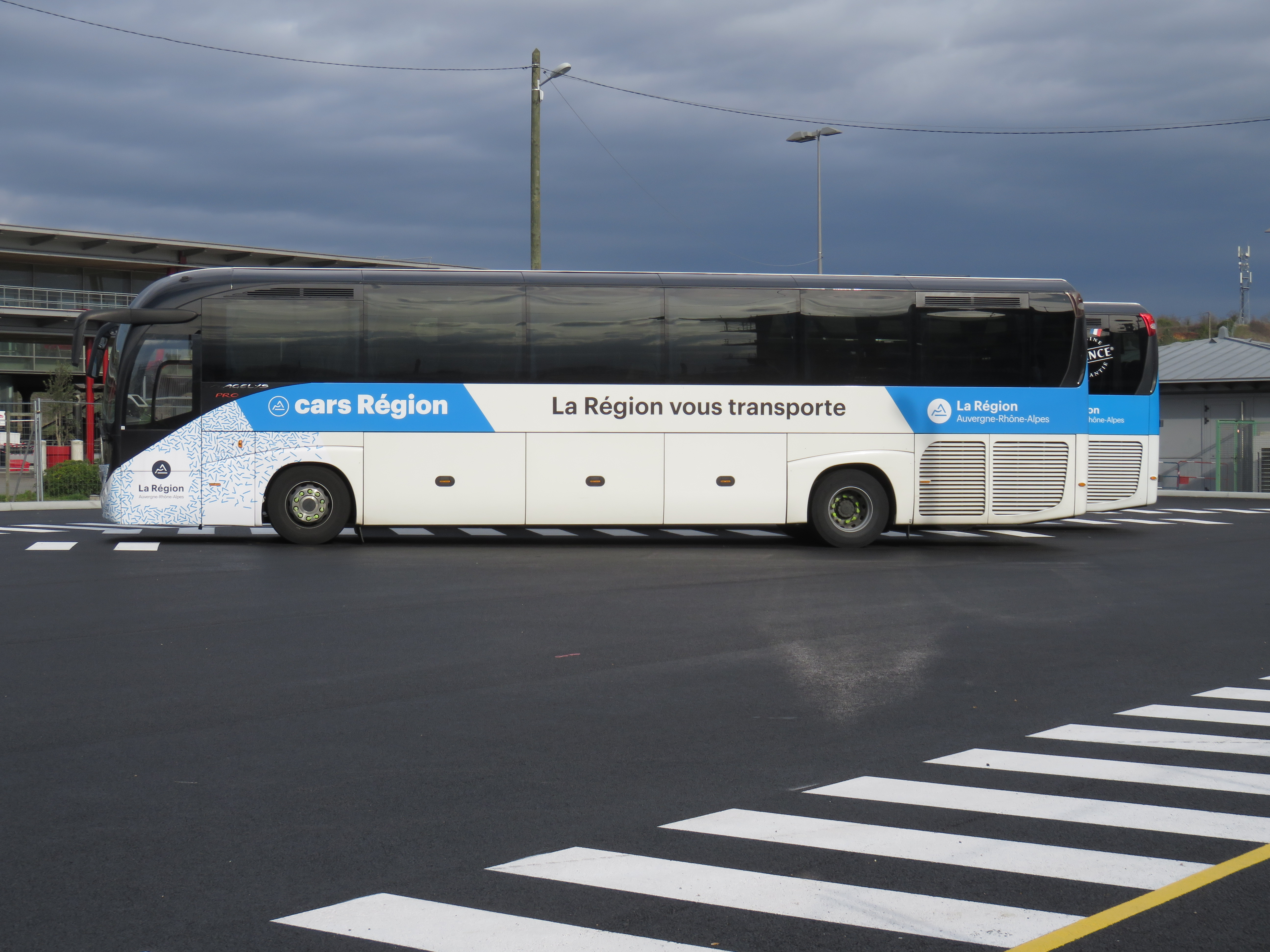
Autobus

## Zugverbindungen
- 01: Grenoble – Bourgoin-Jallieu – Lyon
- 02: Genève-Cornavin / Annecy – Grenoble – Valence
- 03: Saint-Gervais-les-Bains-Le Fayet / Évian-les-Bains / Genève-Cornavin – Bellegarde – Lyon
- 04: Annecy – Aix-les-Bains – Lyon
- 05: (Marseille) – Avignon – Valence – Lyon
- 06: Clermont-Ferrand – Vichy – Roanne – Lozanne – Lyon
- 07: Moulins – Lyon
- 08: Clermont-Ferrand – Nîmes
- 09: Le Puy-en-Velay – Firminy – Saint-Étienne – Lyon
- 10: Saint-Étienne – Givors – Lyon
- 11: Clermont-Ferrand – Thiers – Montbrison – Saint-Étienne
- 12: Roanne – Saint-Étienne
- 14: Clermont-Ferrand – Moulins – (Paris)
- 15: Vichy – Riom-Châtel-Guyon – Clermont-Ferrand
- 16: Montluçon – Gannat – Clermont-Ferrand
- 17: Montluçon – Bourges – Paris
- 18: Montluçon – Vichy – Lyon
- 20: (Paray-le-Monial) – Lamure – Lozanne – Lyon
- 21: Brignais – Lyon-Saint-Paul
- 22: Sain-Bel – L’Arbresle – Tassin – Lyon-Saint-Paul
- 23: Lozanne – Lyon-Saint-Paul
- 24: (Dijon) – Mâcon – Lyon
- 26: Le Puy-en-Velay – Langeac – Clermont-Ferrand
- 30: Mâcon – Bourg-en-Bresse – Ambérieu
- 31: (Morez) – Saint-Claude – Oyonnax – Bourg – (Lyon)
- 32: Bourg-en-Bresse – Lyon
- 34: Bellegarde – Genève
- 35: (Chambéry) – Culoz – Ambérieu – Lyon
- 40: Évian – Annemasse – Genève / Bellegarde
- 41: Annecy – Annemasse – Genève
- 42: Saint-Gervais – Annemasse – Genève
- 43: Annecy – La Roche-sur-Foron – Saint-Gervais
- 44: Saint-Gervais – Chamonix – Martigny (Mont-Blanc-Express)
- 45: Annemasse – Coppet
- 50: Annecy – Chambéry
- 51: Chambéry – Culoz – Genève
- 52: Bourg-Saint-Maurice – Chambéry – (Lyon)
- 53: Modane – Chambéry – (Lyon)
- 54: Chambéry – Lyon
- 60: Grenoble – Chambéry
- 61: Grenoble – Valence
- 62: Grenoble – Saint-André-le-Gaz
- 63: Grenoble – Gap
- 64: Gap – Die – Valence – (Romans)
- 65: Clermont-Ferrand – Aurillac – Toulouse
- 66: Aurillac – Saint-Flour
- 67: Aurillac – Brive-la-Gaillarde
- 70: Romans – Valence TGV – Valence-Ville
- 80: Brioude – Issoire – Vic-le-Comte – Clermont-Ferrand
- 81: Clermont-Ferrand – Saint-Flour – (Béziers)
- 84: Clermont-Ferrand – Volvic – Les Ancizes – Saint-Éloy – Montluçon
- 93: Lyon – Lyon-Part-Die